# Morrano
Morrano es una localidad española perteneciente al municipio de Bierge, en el Somontano de Barbastro, provincia de Huesca, Aragón. Se encuentra en la margen derecha del río Alcanadre y también en las puertas del parque natural de la Sierra y los Cañones de Guara. 
Las localidades más cercanas son Yaso al oeste y San Román y Bierge al sur. Su distancia a Huesca es de 40 km, se puede acceder a la localidad a través de la carretera A-1227.

## Toponimia
Su denominación procede del nombre romano de persona "Moranus".
El topónimo que estudiamos es un ejemplo más de M- inicial protética; en consecuencia, forma a interpretar, Orrano. En ibero enebro se dice orre. La acomodación de orre+ano, con elipsis al final del primer término nos lleva a M-orr(e)-ano > Morrano, los enebros alimento del ganado" o, brevemente, "los enebros del ganado".
Etimológicamente Mur significa montaña o elevación de forma cónica.

## Geografía
- Está situado en un pequeño llano a 640 metros de altitud, en pleno Prepirineo rodeada por dos colinas, una por el oeste y otra por el norte, la localidad se encuentra en la margen derecha del río Alcanadre entre sus afluentes Calcón y Mascún y se encuentran pinares de pino silvestre que son los más meridionales de todo el parque natural y del Alto Aragón. Por los alrededores del pueblo hay numerosos campos de olivos y almendros y también campos de labor en los que se siembra cebada, trigo u otros cereales. Se divide en tres calles, plaza Mayor, calle Medio y calle Mayor.

- En la fauna podemos encontrar el jabalí o el zorro, llamado en la zona "rabosa".
- Y en la flora el enebro o chinebro y la encina o carrasca son los más numerosos, aparte de los pinos, olivos o almendros.

### Clima
El clima de Morrano es mediterráneo continental.
Según la clasificación climática de Köppen el clima es Csb, las temperaturas máximas medias no superán los 22 °C.
La temperatura media anual es de unos 12 °C. Las heladas, normalmente se producen desde noviembre hasta primeros de abril.
Las precipitaciones anuales suelen ser de unos 600 mm, se producen desde septiembre hasta mayo, siendo la primavera la estación más lluviosa. En invierno suele producirse alguna que otra nevada ligera y también se pueden formar bancos de niebla pudiendo ser persistentes.
En la época estival suelen producirse tormentas que pueden llegar a ser fuertes e intensas.

## Historia
Aunque se habla castellano en la zona todavía queda habla aragonesa y se puede ver en la utilización de muchos sustantivos o expresiones y también en el empleo de los pronombres y los artículos.

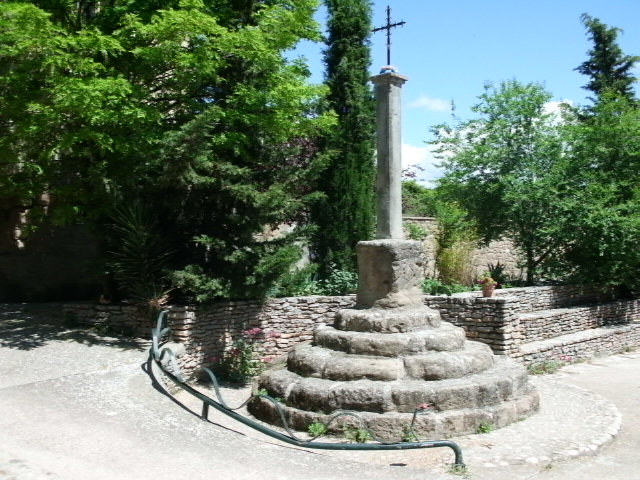
Cruz de término en la plaza Mayor

- La primera cita del lugar se hace en el año 1093 con el nombre de Morraes (Agustín Ubieto Arteta y José María Lacarra, Documentos para el estudio de la reconquista y la repoblación del valle del Ebro, en Estudios de Edad Media de la Corona de Aragón, II (Zaragoza, 1946, páginas 469-574), III (Zaragoza, 1947-1948, páginas 499-727) y V (Zaragoza, 1952, páginas 511-668)[4]
- En 1097 Pedro, obispo de Huesca, dio al monasterio de San Ponce de Torneras las iglesias de Labatella, Morrano y Panzano (HUESCA, Cartulario de San Pedro el Viejo, fol.113).
- En 1213 era villa.
- El 8 de abril de 1275, Inés, abadesa de Casbas y Atho de Foces, nombraron árbitros para que se establecieran los límites entre Morrano, Yaso, Sieso y Castelnou.
- En 1566 el lugar era de la orden del Hospital (DURAN GUDIOL).
- En 1857 se añaden las localidades de Yaso y San Román al Ayuntamiento de Morrano.
- En 1887 contaba con 78 hogares.
- A principios del siglo XX en el salto de Bierge del río Alcanadre se instala la central eléctrica llegando la luz eléctrica por primera vez al pueblo.
- En la mitad del siglo XX poseía una escuela con cerca de 30 niños.
- En 1972 se incorpora al término municipal de Bierge.
- En 2007 se inaugura el nuevo consultorio médico y el centro social del pueblo en la antigua casa consistorial.
- En 2012 se crea la Asociación cultural y medioambiental Peña Falconera con los objetivos de recuperar, conservar y dinamizar el patrimonio cultural y medioambiental del pueblo de Morrano.
- En el verano de 2013 se inaugurará el nuevo museo dedicado al naturalista David Gómez, se ubicará en el edificio de la antigua escuela y ayuntamiento, hoy centro social, donde se expondrán la obra fotográfica sobre la fauna del parque natural.[5]

## Geografía humana

### Demografía
| Gráfica de evolución demográfica de Morrano entre 1842 y 1970 |
| |
| Población de derecho según los censos de población del INE Población de hecho según los censos de población del INEEntre el censo de 1857 y el anterior, crece el término del municipio porque incorpora a 225228 (San Román) y 225269 (Yaso) Entre el censo de 1981 y el anterior, este municipio desaparece porque se integra en el municipio 22058 (Bierge) |

### Localidad
Datos demográficos de la localidad de Morrano desde 1900:
| 187                   | 185 | 158 | 134 | 103 | 88 | 73 | 51 | 36 | 29 | 29 | 20 | 13 | 15 |
| (Fuente: IAEST e INE) |     |     |     |     |    |    |    |    |    |    |    |    |    |

- Datos referidos a la población de derecho.

### Antiguo municipio
Datos demográficos del municipio de Morrano desde 1842:
| 161           | 371 | 380 | 301 | 313 | 303 | 319 | 318 | 278 | 252 | 228 | 179 | 144 | 96 | -- |
| (Fuente: INE) |     |     |     |     |     |     |     |     |     |     |     |     |    |    |

- Entre el censo de 1857 y el anterior, crece el término del municipio porque incorpora a San Román de Morrano y Yaso.
- Entre el censo de 1981 y el anterior, este municipio desaparece porque se integra en el municipio de Bierge.
- Datos referidos a la población de derecho, excepto en los censos de 1857 y 1860 que se refieren a la población de hecho.

## Monumentos

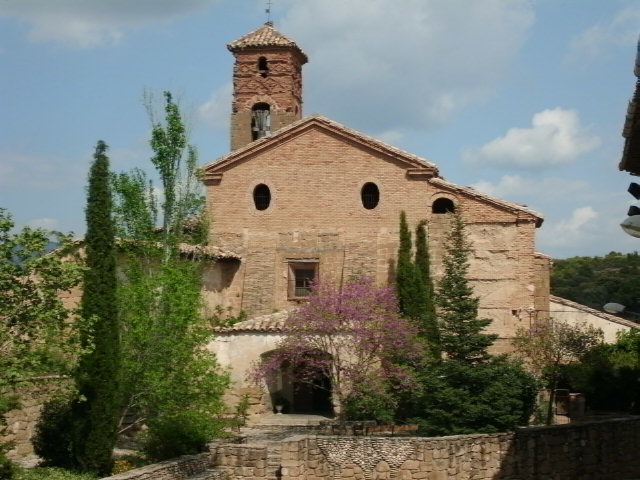
Iglesia de San Pedro Apóstol.

- Iglesia Parroquial dedicada a San Pedro Apóstol, de origen románico del siglo XII pero con varias e importantes reformas en el siglo XVII y siglo XVIII, el interior consta de nave única con ábside en cuarto de esfera en la cabecera y coro alto a los pies. El presbiterio se cubre con bóveda de medio cañón y los dos tramos de la nave con bóveda de crucería estrellada, recrecidos en la reforma del siglo XVII, concretamente en 1643. Adosada al presbiterio esta la torre, románica en sus dos primeros tramos, y remate en un recrecimiento en ladrillo de estilo mudéjar que sustituyó a la antigua parte superior en la reforma del siglo XVII. Este recrecimiento es francamente interesante, ya que se trata del único ejemplo que de decoración mudéjar a base de rombos encontramos tan al norte del Ebro, ya en pleno pre pirineo. El empleo de los rombos como elemento decorativo ya tan avanzado el siglo XVII, es francamente raro, puesto que desde principios de siglo se fue dejando de utilizar, siendo sustituido por elementos barrocos y perdurando casi únicamente como motivo de tradición mudéjar las esquinillas.[11][12]

- Cruces de término, la principal en la plaza mayor frente a la iglesia y la segunda en la calle Alta frente al "camino Montaña".

- Casa consistorial datada del año 1733, utilizada durante mediados del siglo XX como escuela y actualmente como sede del consultorio médico y del centro social. En 2013 se inaugurará el museo sobre aves del naturalista David Gómez la cual está actualmente en construcción, y en obras.[13]

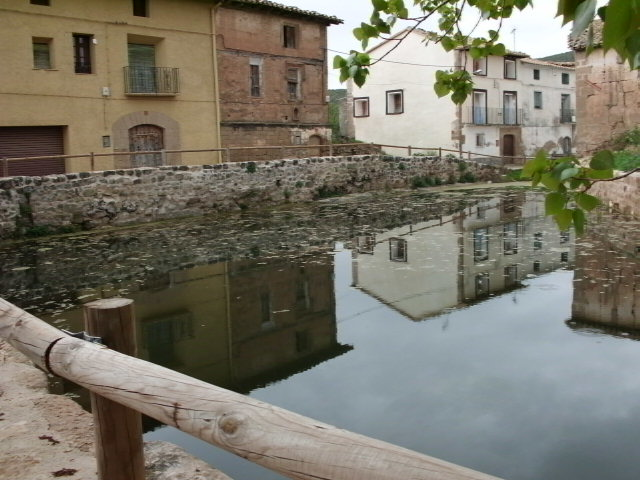
La balsa.

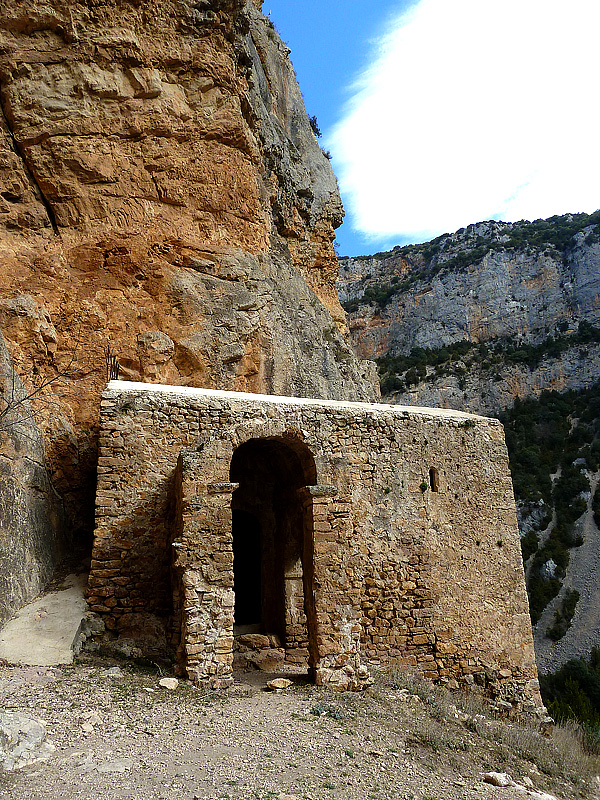
Ermita rupestre de San Martín de Morrano.

- Ermita de San Martín de Morrano, ermita rupestre, de origen seguramente anterior, sufrió una importante reforma en el siglo XVII, actualmente se encuentra restaurada. Se sitúa bajo un macizo rocoso cerca del río Alcanadre. De planta rectangular con testero recto, cubierto con bóveda de cañón. Las paredes y la bóveda del interior de la ermita están cubiertos por arquitecturas fingidas muy características del periodo en el que se inscribe, realizadas a base de elementos decorativos dibujados, tales como casetones, sillares, arcos y ajedrezados entre otros. Por último aparece una inscripción escrita en latín alusiva al santo titular de la ermita, San Martín.[14][15]

- Ermita de San Bartolomé, del siglo XVII, se sitúa cerca de la fuente de Gabachera, con necrópolis de lajas.

- Ermita de San Cristóbal, cerca del pueblo, actualmente en ruinas.

- Antiguo molino aceitero.

- Balsa de agua restaurada en la calle Alta.

- Casa de estilo gótico del siglo XVI en la calle Alta.

## Gastronomía

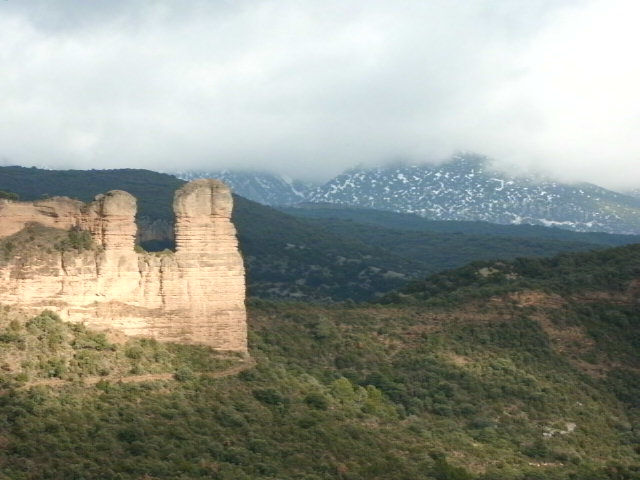
La peña Falconera, recientemente llamado el "huevo de Morrano". Siguiendo el sendero se puede ir al pinar o al río Alcanadre.

El crespillo de borraja es un postre típico del Somontano que se hace el 25 de marzo para realizar la "preñez de las oliveras", que significa que sea un buen año para la recogida de la oliva.

## Deportes
En los alrededores del pueblo pasa el sendero S-2 (Pacos de Morrano) y también se puede recorrer el sendero S-1 (Fuentes del Puntillo y la Tamara).

La caza de perdiz y jabalí se practica durante el invierno. Asimismo se puede hacer barranquismo, ya que en su entorno hay barrancos como el de la Peonera, además del Solencio de Morrano o el Salto de Trensús.

## Fiestas
- En enero, San Fabián y San Sebastián, fiesta de los "santos barbudos", muy arraigados en la zona de Guara y del Somontano.

- El fin de semana más cercano al 25 de agosto, se celebran las fiestas mayores, en honor a San Bartolomé.